# Emmanuel Métais
Emmanuel Métais, né en 1968, est professeur de stratégie d'entreprise. Il est directeur général de l'EDHEC depuis 2017.

## Biographie

### Jeunesse et études
Sa mère est institutrice et son père expert-comptable. Il pratique dans son enfance le hockey sur glace en club.
Il obtient en 1991 un master en management du sport ainsi qu'un master en sociologie à l'Université de Strasbourg. L'année suivante, il décroche un master in management science décerné conjointement par l'ESSEC et par l'IAE d'Aix-en-Provence. Il poursuit ce parcours dual en obtenant en 1997 un doctorat en management stratégique auprès de ces deux établissements. Son directeur de thèse est Maurice Saïas.
En 1999, il participe au International Teachers Program de la Stern School of Business de New York University. En 2002, il obtient une habilitation à diriger des recherches de l'IAE d'Aix. 
En 2013, il fait partie du GloColl programme de la Harvard Business School. 

### Parcours professionnel
Il se spécialise en stratégie d'entreprise, et notamment en stratégies disruptives et en fusion-acquisitions.
Il obtient un poste de professeur assistant de stratégie à l'EDHEC, puis devient professeur en 1995. Il publie des articles académiques dans les magazines de recherche en management (European Management Review, Strategic Change, Advances in Strategic Management, dans le British Journal of Management, dans le Journal of Management, dans la Revue Française de Gestion, etc.).
Sa première responsabilité administrative au sein de l'école est celle de chef du département stratégie et management en 1996. Il conserve ce poste jusqu'en 2005, date à laquelle il devient directeur des programmes internationaux au niveau postgraduate, et ce jusqu'en 2008. Il est nommé directeur du Global MBA de l'EDHEC en 2006 et garde ce poste jusqu'en 2015. Il devient alors doyen associé des programmes Graduate. Il signe un accord d'échanges universitaires avec l'Université de Berkeley et avec la London School of Economics.
En 2004, il supervise la première accréditation AACSB de l'EDHEC.
Il est nommé à l'unanimité directeur général de l'EDHEC en 2017, après 23 ans au sein de la faculté de l'école,. Il prend ainsi la suite d'Olivier Oger, qui dirigeait l'établissement depuis 1988. Il gère la signature d'accords avec l'École 42 et le King's College et Imperial College. Il accélère la numérisation de l'école en débloquant dix millions d'euros sur trois ans,. Il met en place un plan de développement, Impact Future Generations, qui vise à rendre l'école carboniquement neutre, à augmenter les bourses et l'ouverture sociale, ainsi qu'accélérer le recrutement de professeurs et de chercheurs.
L'EDHEC engrange 200 millions d'euros sous sa direction lorsque l'école vend à la Bourse de Singapour 97% des parts de Scientific Beta, une entreprise créée par les chercheurs de l'EDHEC,. Les revenus générés par Scientific Beta précédemment permettaient de payer 15% du budget nécessaire pour financer le corps professoral de l'école.
En 2019, il préside à la création d'un double-diplôme avec Sciences Po Lille, puis en 2020, à la création d'un double-diplôme avec l'École nationale supérieure des mines de Paris[réf. nécessaire].

## Prises de position
Il se montre en faveur d'une politique de clusters en France qui fasse émerger une Silicon Valley à la française. 
Il soutient l'utilisation de l'anglais dans les Grandes écoles et universités françaises dans le but de les faire rayonner à l'international,.

## Vie privée
Il a des enfants.